# Jean-Dominique Bauby
Jean-Dominique Bauby (23. dubna 1952 Paříž, Francie - 9. března 1997 Garches, Hauts-de-Seine, Francie) byl francouzský novinář, šéfredaktor časopisu Elle. 
Ve věku 43 let (8. prosince 1995) utrpěl mozkovou příhodu, jejímž následkem zcela ochrnul a oněměl – postihl ho syndrom uzamčení (locked-in syndrom). Jediná část těla, kterou mohl hýbat, bylo levé oko a víčko, a s pomocí terapeutky Sandrine Fichou se skrze mrkání levým víčkem naučil komunikovat. Tímto způsobem „nadiktoval“ ghostwriterce Claude Mendibil autobiografickou knihu nazvanou Skafandr a motýl. Dva dny po jejím vydání zemřel v sanatoriu na zápal plic.

## Dílo
Skafandr a motýl (Francouzsky Le Scaphandre et le papillon) je autobiografie popisující Baubyho pocity, kdy je do té doby úspěšný a sebevědomý muž najednou zcela bezmocný a odkázaný na pomoc druhých, a vzpomínky na předešlý život. Novela vyšla ve Francii v roce 1997 a stala se okamžitě bestsellerem, česky vyšla roku 2008 (v překladu od Jitky Řihánkové).
V roce 2007 Julian Schnabel knihu adaptoval do filmové podoby, v hlavních rolích vystoupili Mathieu Amalric a Emmanuelle Seigner. Film byl úspěšný a oceňovaný, ovšem Baubyho blízcí ho kritizovali za zavádějící nepřesnosti, které ubližují některým skutečným lidem. Například rozhovor listu The Observer s Baubyho milenkou Florence Ben Sadoun odhaluje, že zatímco film ji líčí jako vzdálenou a nerozhodnou ho navštívit, byla to ona, kdo trávil většinu času v jeho nemocničním pokoji. Jeho manželka za ním přišla zřídka a Baubyho poslední dny pobývala na druhé straně oceánu se svým přítelem. V reakci na filmové nepřesnosti napsala Ben Sadounová knihu La Fausse Veuve (Falešná vdova).